# Sandra Dessalines
Sandra Dessalines, de son vrai nom Wilberte Dessalines, est une artiste peintre et plasticienne haïtienne.

## Biographie
Sandra Dessalines a suivi des études d'ingénieur d'agronome qu'elle a terminées à Toulouse. C'est en 2010, après le tremblement de terre qui a détruit la capitale d’Haïti et ses environs, qu'elle a décidé de pratiquer la sculpture à base de papier mâché. 

## Haïti et Afrique
Le travail artistique de Sandra Dessalines consiste à faire découvrir l'Histoire mouvementée d’Haïti, mais aussi mettre au grand jour son africanité. Ses différentes pièces explorent  entre autres les thématiques de la mémoire et de l'identité haïtienne et africaine,,.

## Expositions
- Novembre 2017 (2 semaines). Halle des Douves, Bordeaux
- Mars 2019 (1 mois). Médiathèque jacques Ellul, Pessac (Nouvelle- Aquitaine)
- Février 2019 (3 semaines). Black history month au Rocher de Palmer, Bordeaux Juillet-Aout 2019 (1 mois) Salle de la Mairie, Saint-Jean-Pied-de-Port
- Avril 2019 (3 semaines). Château Chantelys, Prignac-en-Médoc (Nouvelle-Aquitaine)
- Mai 2019 (3jours). Laboratoire Bx, Bordeaux
- Juin-juillet 2019 (3semaines). Espace Louis Delgrès, Nantes
- Novembre-décembre 2019 (3 semaines). Maison de quartier liberté à la Roche-sur-Yon
- Octobre 2021 (1 mois) Salle louis Delgrès. Association mémoires de l’outre-mer, Nantes